# Itupiranga
Itupiranga este un oraș în Pará (PA), Brazilia.